# 不動東町
不動東町（ふどうひがしまち）は、徳島県徳島市の町名。不動地区に属している。不動東町一丁目から不動東町五丁目が存在する。郵便番号は770-0062。

## 地理
徳島市の北部に位置し、北は吉野川、南は鮎喰川に面しており、吉野川の南を飯尾川が東流しており、鮎喰川とともに東方で吉野川に注ぐ。東部をJR高徳線が縦貫する。不動東町三丁目に金刀比羅神社、不動東町四丁目に天佐自能和氣神社、有井神社、神明社、不動東町五丁目に真言宗大覚寺派・光徳寺がある。

### 河川
- 吉野川
- 鮎喰川
- 飯尾川
- 赤池川

## 歴史
元は新居町高崎・南新居の各一部で、昭和30年より現在の町名となった。

## 世帯数と人口
2022年（令和4年）9月1日現在の世帯数と人口は以下の通りである。
| 町丁          | 世帯数  | 人口    |
| ------------- | ------- | ------- |
| 不動東町1丁目 | 101世帯 | 194人   |
| 不動東町2丁目 | 172世帯 | 270人   |
| 不動東町3丁目 | 95世帯  | 159人   |
| 不動東町4丁目 | 324世帯 | 559人   |
| 不動東町5丁目 | 61世帯  | 124人   |
| 計            | 753世帯 | 1,306人 |

## 小・中学校の学区
市立小・中学校に通う場合、学区は以下の通りとなる。
| 番地 | 小学校             | 中学校             |
| ---- | ------------------ | ------------------ |
| 全域 | 徳島市立不動小学校 | 徳島市立不動中学校 |

## 交通

### 道路
都道府県道
- 徳島県道41号徳島北灘線

### バス
徳島バス
- 不動東町四丁目
- 不動東町三丁目
- 不動東町二丁目

## 施設
- 天佐自能和氣神社

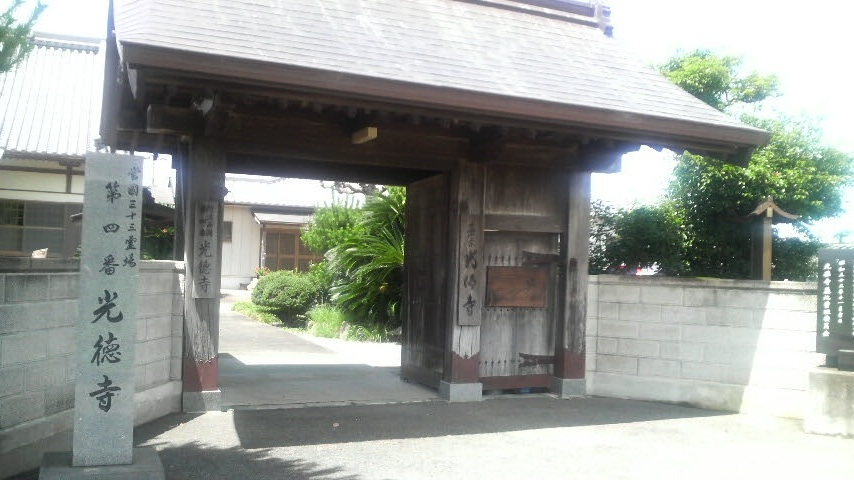
光徳寺

- 光徳寺（阿波西国三十三観音霊場東部四番札所）
- 四国三郎橋
- 徳島市民島田運動広場